# Deltochilum batesi
Deltochilum batesi là một loài bọ cánh cứng trong họ Bọ hung (Scarabaeidae).